# Eritre
Eritre (em grego clássico: Ἐρυθραί; romaniz.: Erythrài, em latim: Erythrae), mais tarde conhecida como Litri (Λυθρί, turco: Ildırı), foi uma das doze cidades da Liga Jónica, na Ásia Menor. Localizada em 22 km a nordeste do porto de Cyssus (moderna Çeşme), numa pequena península que se estende até a baía de Erythrae, equidistante das montanhas Mimas e Corycus, em frente à ilha de Chios. Os seus vestígios arqueológicos estão localizados perto da moderna Ildırı. Foi o local de nascimento da famosa Sibila Eritre.
A cidade foi fundada após a Guerra de Troia por alguns colonos cretenses liderados por Eritro. Há duas versões sobre quem era Erythrus. 
A primeira versão o descreve como filho de Leucon e neto de Atamas. Diz-se que Éritro, que também era um dos pretendentes de Hipodâmia, deu seu nome à cidade de Eritre, na Beócia.
A segunda versão vê-o como filho de Radamanto, que liderou os eritreus de Creta até à Eritre jónica. 
Há então mais duas versões, com outros dois Erythrus ou Erythrius, das quais a cidade beócia de Erythrae e o mar Eritreu lhe deram nome. 
Em Eritre havia também um famoso santuário que havia sido construído para abrigar uma estátua fenícia de Melqart, que os gregos identificaram com Hércules, que havia chegado numa jangada que, tendo partido de Tiro, havia atracado numa praia entre Eritre e Quios, e uma disputa surgiu entre as duas cidades pela sua posse.

## História
Pouco se sabe sobre a história desta cidade, mas parece ter participado da batalha naval de Ladé em 494 a.C. e ter se beneficiado, no século IV a.C., da consideração de Mausolo, rei da Cária. 

## Vestígios arqueológicos
O local foi explorado extensivamente no início da década de 1960 pelo Professor Ekrem Akurgal, o que levou a descobertas importantes, mas desde então foi um tanto negligenciado e ainda há muito a ser descoberto. Atualmente, é visível um teatro com 2 mil lugares do século III a.C., destruído por um terremoto no ano 100. É possível ver os restos (ainda não escavados) de um templo de Hércules do século VI a.C., um altar do século V a.C., vilas e pisos de mosaico do século II a.C. e, na colina, uma antiga basílica.